# Caroline Seger
Sara Caroline Seger (Helsingborg, 19 de març de 1985) és una futbolista sueca que juga en la posició de centrecampista amb la selecció sueca i amb el FC Rosengård. A més a més, és la capitana de la selecció sueca i del PSG. Seger, originària de Helsingborg, va jugar al Linköpings FC durant cinc temporades, des del 2005 fins al 2009. Al 2011, va retornar a Suècia amb l'LdB FC Malmö després de passar dues temporades a la Women's Professional Soccer (WPS) amb els Philadelphia Independence i els Western New York Flash. Poc abans de començar la temporada 2012 va signar un contracte de dos anys amb el Tyresö FF. Seger va guanyar el Diamantbollen el 2009, el qual s'atorga anualment a la millor futbolista sueca.
Va debutar amb l'equip nacional de Suècia el 9 de març del 2005 en un partit contra la selecció alemanya. Seger ha disputat des de llavors, més d'un centenar de partits amb la seua selecció. Va ser nomenada capitana de Suècia el 2009 i més tard va compartir aquesta tasca amb Lotta Schelin. Seger ha representat el seu país a les Eurocopes del 2005, el 2009 i el 2013, així com als Mundials del 2007, el 2011 i el 2015. També ha disputat les Olimpíades del 2008 i el 2012.

## Trajectòria

### Linköpings
Incansable centrecampista defensiva, Seger va jugar amb Linköpings FC des del 2005 fins al 2009 i a més a més va ser la capitana de l'equip. El Linköpings va acabar entre els quatre primers classificats de la Damallsvenskan durant les cinc temporades de Seger amb l'equip. Les millors classificacions van ser el segon lloc el 2008 i el primer lloc el 2009. L'equip també va guanyar l'Svenska Cupen en tres ocasions: el 2006, el 2008 i el 2009.
Mentre jugava amb el Linköpings, Seger va ser guardonada com la Damallsvenskan's Rookie de l'any 2005 i centrecampista de l'any en dos ocasions, el 2006 i el 2009.

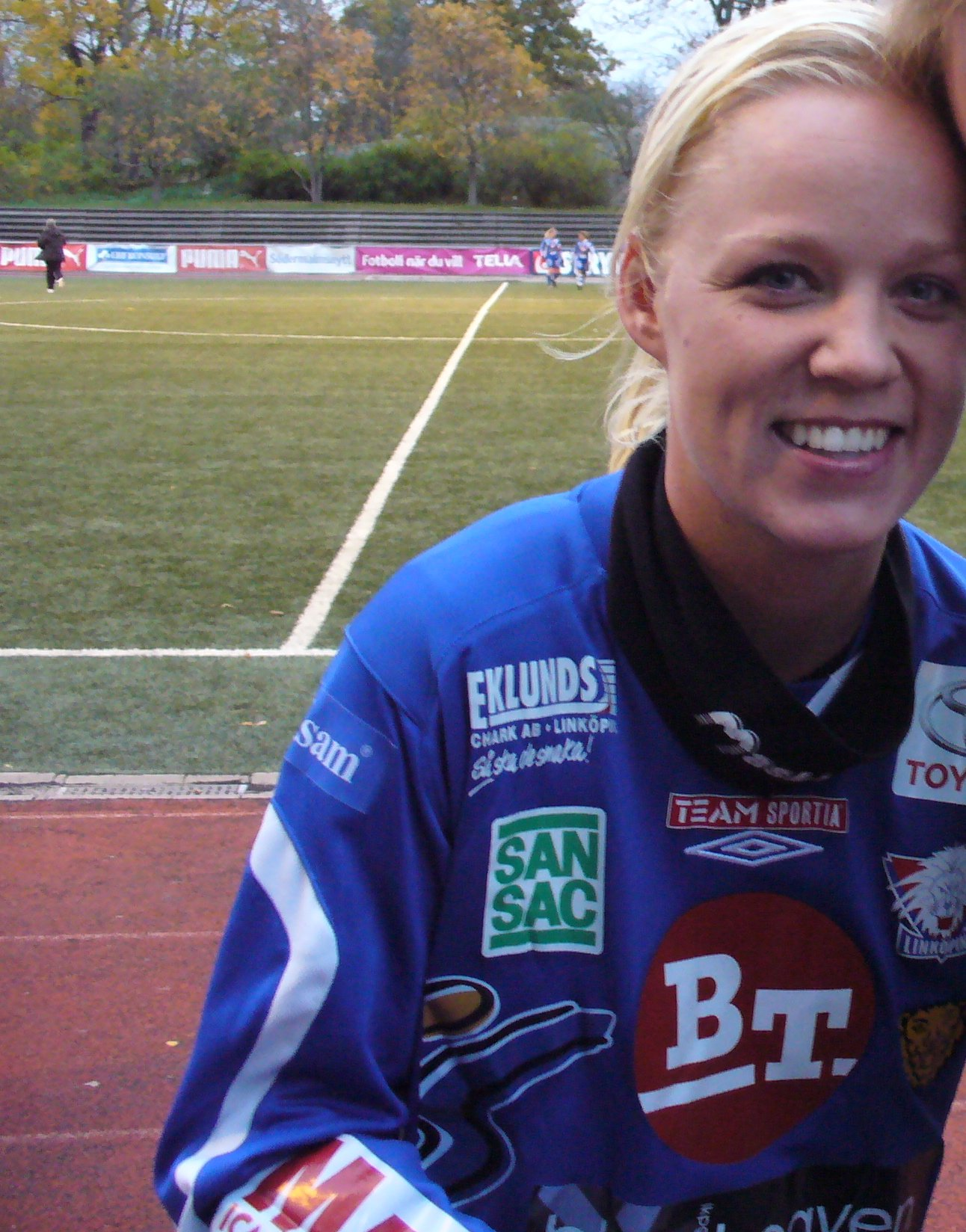
Seger l'octubre del 2007

Després del subcampionat i de classificar-se per la lliga de Campions femenina, Seger va signar un nou contracte d'un any amb el Linköpings a la tardor de 2008. Seger va acabar molt orgullosa de liderar l'equip en la victòria d'una lliga i d'una copa en la seua última campanya amb l'equip. També va guanyar el Diamantbollen l'any 2009, un guardó que premia la millor jugadora sueca de l'any.
En l'últim partit de Seger amb el Linköpings, l'equip va caure derrotat 2–0 contra el Duisburg en la lliga de campions femenina 2009–10.

### Estats Units d'Amèrica
El setembre del 2009, l'equip del Philadelphia Independence de la Women's Professional Soccer (WPS) va anunciar la intenció d'elegir Seger amb la seua primera elecció del Draft Internacional del 2009. El desembre del 2009, va signar un contracte de tres anys amb l'equip de Filadèlfia. La seua primera temporada amb l'Independence va començar l'abril del 2010 i va culminar en una derrota per 4–0 contra l'FC Gold Pride en el partit pel Campionat de la WPS. Durant la temporada va rebre el guardó com a millor jugadora de la setmana, després d'assistir en tres dels quatre gols del seu equip contra l'Sky Blue FC. Seger va marcar un dos i va fer cinc assistències en els 21 partits que va jugar. En acabar la temporada la jugadora sueca es va lesionar al taló.

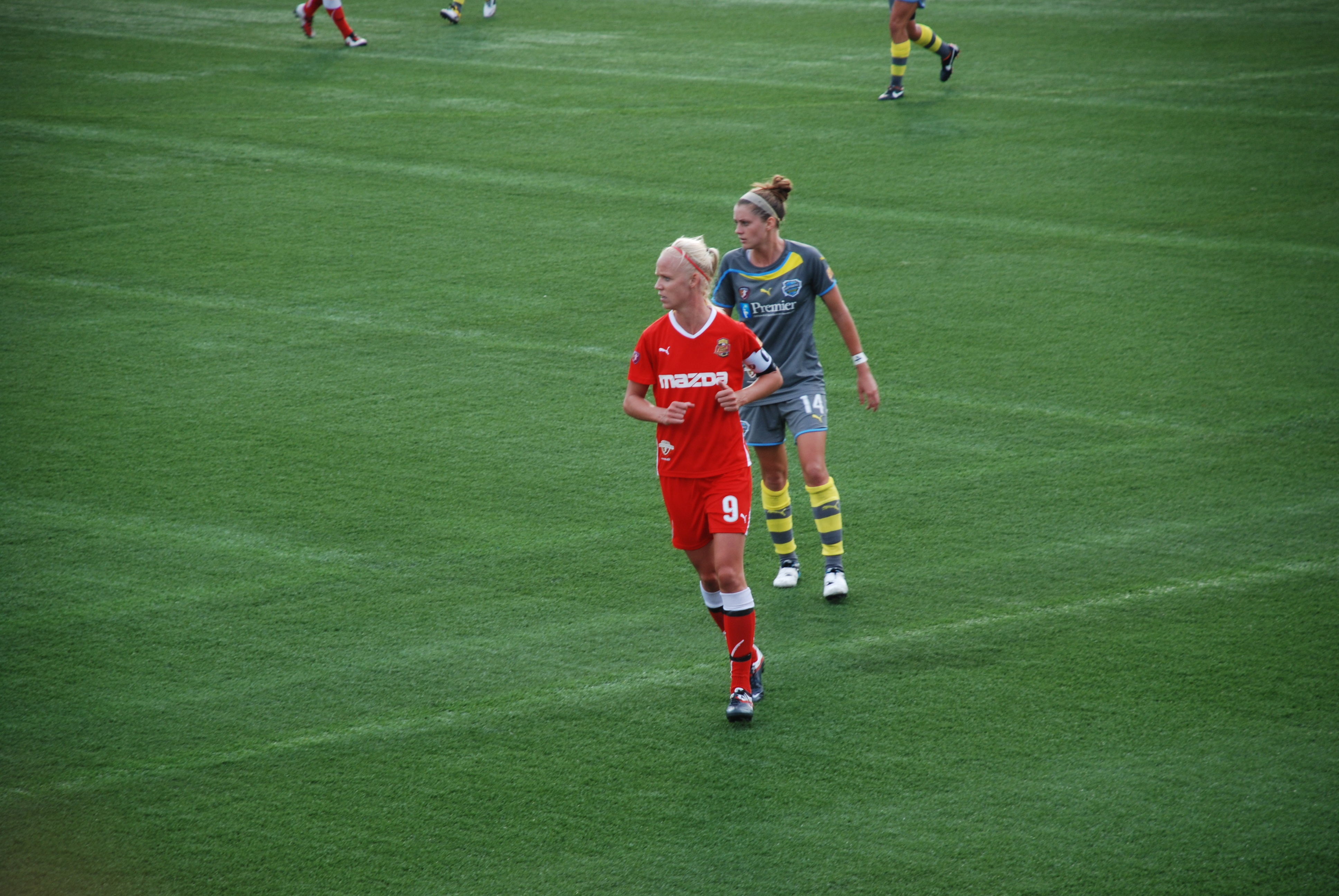
Seger (9) en el Campionat de la WPS el 2011

 Després d'aquella primera temporada, durant el mes de desembre del 2010, Seger va ser traspassada al Western New York Flash a canvi de diferents rondes d'elecció en drafts futurs. Va unir-se a la franquícia en la seua primera temporada en la WPS i va portar el braçalet de capitana.
Seger va jugar només 13 partits amb el Flash, ja que la Copa Mundial FIFA va tenir lloc durant la temporada. Va marcar cinc gols i va fer una assistència. L'entrenador Aaran Lines va acabar molt content amb la contribució de Seger, però el seu contracte contenia una clàusula d'alliberament que li va permetre deixar l'equip un any després.

### Tyresö FF
L'agost del 2011 Seger va anunciar el seu fitxatge per l'LdB FC Malmö en un contracte curt fins a acabar la Damallsvenskan 2011, la seua següent destinació quedava en l'aire. Més tard, durant el mateix mes, es va confirmar que Seger s'uniria al Tyresö FF en un contracte de dos anys per començar en la Damallsvenskan 2012. Els seus tres gols en els set partits que va disputar van ajudar el Malmö a assegurar-se el títol del 2011. 

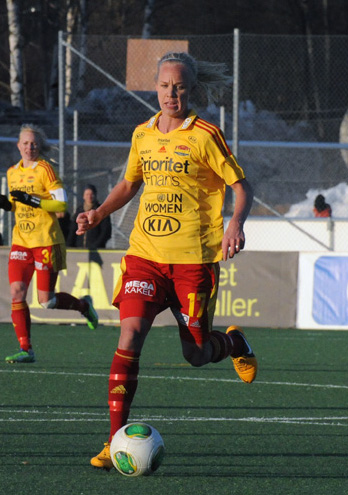
Seger amb el Tyresö durant l'any 2013

Seger va aconseguir el seu tercer títol de la Damallsvenskan el 2012, després que el Tyresö guanyés el títol en l'última jornada sobre el Malmö. Madelaine Edlund va marcar el gol de la victòria després que Seger enviés la pilota al pal. Aquella temporada va coincidir amb la jugadora gallega, Vero Boquete, a l'equip. El Tyresö va ser batut en la final de l'Svenska Cupen, pel Kopparbergs/Göteborg FC que va guanyar 2–1 després del temps afegit. A principis del 2014 el Tyresö es trobava en greus dificultats financeres i no es podria permetre mantenir Seger i altres jugadores importants, de fet, l'equip va arribar a jugar la final de la Copa d'Europa femenina sabent que al cap de pocs dies segurament desapareixeria. Així, el maig del 2014, Seger, que havia estat en contacte amb Seattle Reign FC, qui havia obtingut els seus drets l'NWSL, i amb altres dos equips americans, va signar, finalment, pel PSG femení.

### França
Seger va segellar el seu traspàs al PSG el juny del 2014, va signar un contracte de dos anys. Va deixar el Tyresö, que es va retirar de la lliga i va alliberar totes les seues jugadores.
A nivell individual ha estat seleccionada dues vegades entre les deu millors jugadores europees, les temporades 2013–14 (7a posició) i 2014–15 (9a posició).
El 2016 va traslladar a Lyon, on va jugar durant la temporada vinent.

### Retorn a Suècia
El 2017 va tornar a Suècia, amb un contracte per FC Rosengård a Damallsvenskan. El club va guanyar la competició en 2019, i a la mateixa temporada Seger va prolongar el seu contracte amb el club per tres anys. El novembre de 2019 va guanyar Diamantbollen per la segona vegada.

## Trajectòria internacional
Seger va debutar amb l'equip nacional suec sènior el març del 2005; en una derrota 2–1 contra Alemanya en la Copa de Algarve d'aquell any. Va formar part de l'equip que va participar en l'Eurocopa del 2005, Seger va fallar una ocasió contra Noruega en el temps afegit de les semifinals.
Seger va continuar amb l'equip amb el nou entrenador, Thomas Dennerby. I formava part de l'equip de Suècia sorprenentment eliminat en la primera ronda del Mundial del 2007. Després d'aquell fracàs algunes jugadores experimentades es van retirar de la selecció i Seger va prendre un paper rellevant en l'equip. El juliol del 2008, després de superar una greu lesió, va formar part de l'equip que va participar en les Olimpíades de Pequín del 2008.

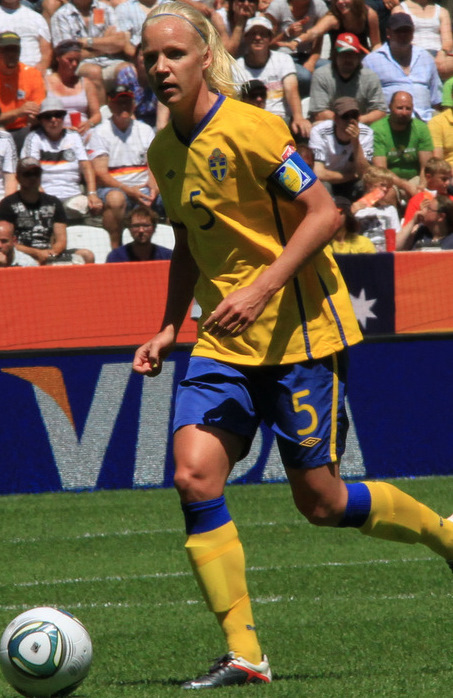
Seger amb el braçalet de capitana de Suècia en la Copa Mundial 2011

Impressionat pel rendiment de Seger i la seua actitud positiva, Dennerby l'havia seleccionat com a capitana per un partit de qualificació amb Itàlia el maig del 2008, quan la capitana de l'equip, Victoria Sandell Svensson, es va lesionar. Sandell Svensson es va retirar després de la derrota 3–1 contra Noruega en els quarts de final de l'Eurocopa del 2009 i Seger va prendre, llavors, el relleu en la capitania de l'equip.
Seger va liderar Suècia al tercer lloc del Mundial del 2011 disputat a Alemanya. Va participar en la derrota de Suècia 3–1 contra el Japó, les posterior campiones. Suècia va assegurar-se el tercer lloc en batre a França 2–1 a Sinsheim, tot i que Seger es va perdre el partit per una lesió. Amb aquest tercer lloc Suècia també es va assegurar la classificació per a les Olimpíades del 2012 a Londres. Dennerby va mantenir Seger a l'equip suec de les Olimpíades, on van perdre contra França en els quarts de final.
L'octubre del 2012, la nova entrenadora de l'equip nacional, Pia Sundhage, va decidir que Seger i Lotta Schelin compartirien la capitania. Sundhage va seleccionar Seger en l'equip per a l'Eurocopa del 2013, que es va celebrar a Suècia. Seger va quedar molt decebuda quan Suècia va perdre 1–0 contra Alemanya en les semi finals.
El 2019 Seger va col·laborar al bronze de Suècia al campionat del món del mateix any. El 15 juny de 2021 va jugar el seu 215è partit amb la selecció nacional, que va igualar rècord suec i europeu de nombre de partits per una jugadora de futbol.

## Vida personal
Seger és lesbiana, així ho va anunciar al QX Magazine el desembre del 2013, on va dir que se sentia orgullosa de la seua xicota. Seger havia mantingut aquesta condició sense fer-ho públic, però es va decidir a parlar públicament per ser un model per altres.

## Palmarès

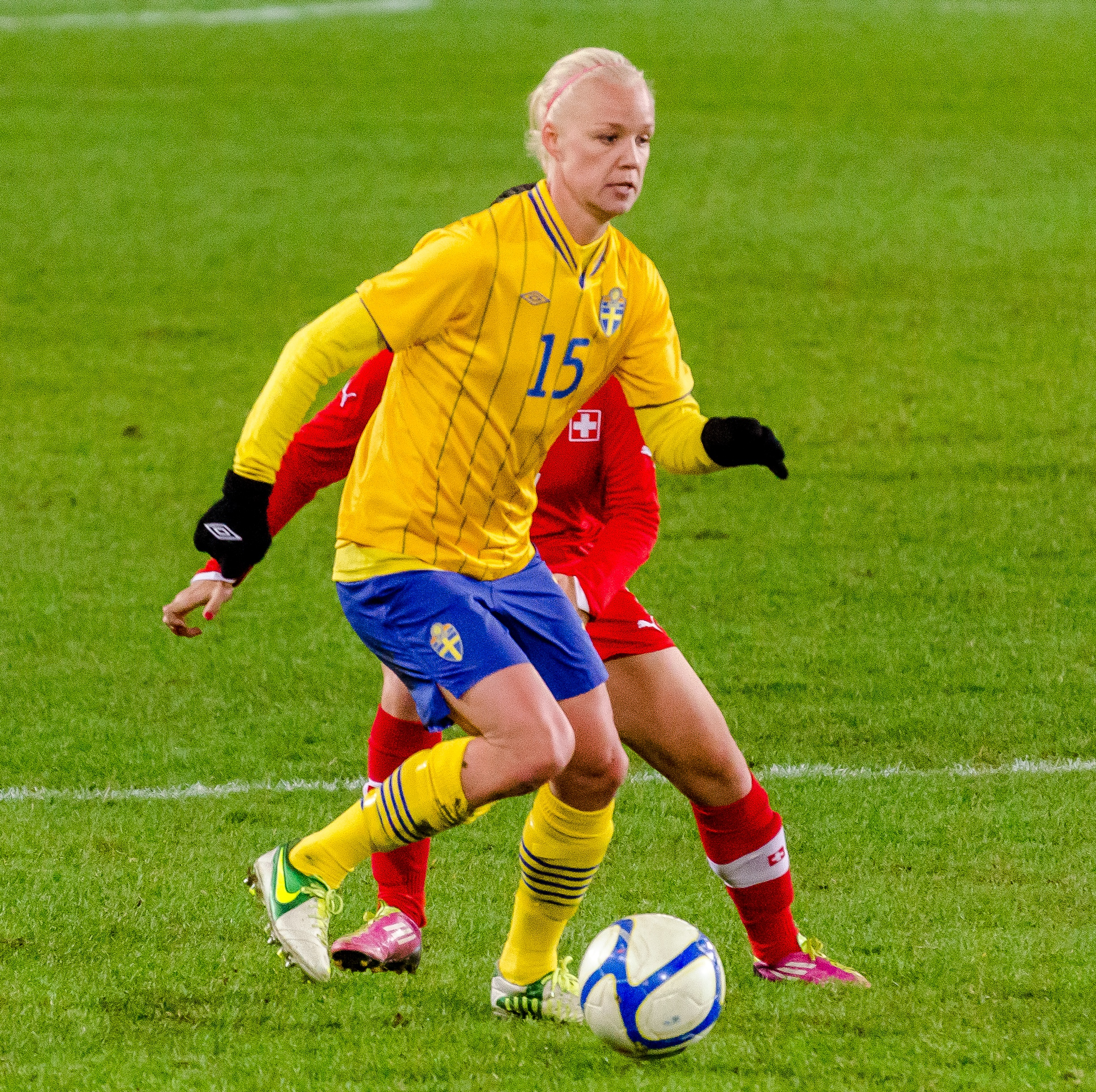
Seger jugant el seu primer partit amb la nova seleccionadora

### Club
- Damallsvenskan (3): 2009, 2012, 2019
- Svenska Cupen (3): 2006, 2008, 2009
- Svenska Supercupen (2): 2009, 2011
- Women's Professional Soccer (1): 2011
- Campionat francès de futbol femení (1): 2017
- Copa de França de futbol femení (1): 2017
- Lliga de Campions Femenina de la UEFA (1): 2017

### Internacional
Suècia
- Mundial FIFA femení: tercer lloc 2011, 2019
- Futbol als Jocs Olímpics d'estiu: segon lloc 2016

### Individual
- Millor centrecampista sueca (5):[3] 2006, 2009, 2010, 2014 i 2015
- Diamantbollen (2): 2009, 2019
- Equip All-Star del Mundial femení: 2011
- Equip del torneig de la Euro UEFA: 2013